# Legends From Beyond The Galactic Terrorvortex
Legends from Beyond the Galactic Terrorvortex es el tercer álbum de estudio de la banda de power metal sinfónico Gloryhammer. Fue lanzado el 31 de mayo de 2019. Se trata del último álbum con el cantante Thomas Winkler antes de su despido en agosto de 2021.

## Lista de canciones
Todas las canciones escritas y compuestas por Gloryhammer. 
| N.º | Título                                     | Duración |  |
| 1.  | «Into the Terrorvortex of Kor-Virliath»    | 1:19     |  |
| 2.  | «The Siege of Dunkeld (In Hoots We Trust)» | 04:46    |  |
| 3.  | «Masters of the Galaxy»                    | 04:25    |  |
| 4.  | «The Land of Unicorns»                     | 04:25    |  |
| 5.  | «Power of the Laser Dragon Fire»           | 05:06    |  |
| 6.  | «Legendary Enchanted Jetpack»              | 04:18    |  |
| 7.  | «Gloryhammer»                              | 05:00    |  |
| 8.  | «Hootsforce»                               | 03:50    |  |
| 9.  | «Battle for Eternity»                      | 03:52    |  |
| 10. | «The Fires of Ancient Cosmic Destiny»      | 12:33    |  |

La versión deluxe del disco incluye versiones instrumentales de cada canción. 